# تشارلز بودن (سياسي)
تشارلز بودن هو سياسي نيوزيلندي، ولد في 1886 في دنيدن في نيوزيلندا، وتوفي في 10 يوليو 1972. نشط حزبياً في الحزب الوطني في نيوزيلندا. وقد انتخب عضو مجلس النواب النيوزيلندي ‏.